# Chappaqua Suite
《Chappaqua Suite》는 1965년 컬럼비아 레코드에서 녹음된 미국의 알토 색소폰 연주자 오넷 콜먼의 프리 재즈 음반이다.
원래 이 곡은 콘래드 룩스 감독에 의해 그의 영화 《채퍼콰》의 사운드트랙으로 의뢰되었지만, 룩스가 콜먼의 음악을 듣자마자 그 고유한 아름다움이 영화의 힘을 떨어뜨릴 수 있다고 결정했기 때문에 이 음악은 영화의 개봉 버전에서는 사용되지 않았다.

## 평가
| 전문가 평가                          | 전문가 평가 |
| 평가 점수                            | 평가 점수   |
| 출처                                 | 점수        |
| ------------------------------------ | ----------- |
| AllMusic                             | [ 2 ]       |
| The Penguin Guide to Jazz Recordings | [ 3 ]       |
| Tom Hull                             | B+          |

톰 쥬렉의 올뮤직 리뷰는 "콜먼의 걸작으로 간주되지는 않지만, 아마도 미국에서 완전히 사용할 수 없기 때문에 《Chappaqua Suite》는 작곡가로서의 콜먼의 비전과 그의 관현악 지휘의 힘을 증명하는 것이다. 매우 가치 있는 것"고 말했다. 《어트립》 매거진의 한 작가는 콜먼이 음반에서 연주한 본질을 "유사 평면에서의 아이디어의 전개는 감정적인 클라이맥스까지 쌓는 것이 아니라, 변화에 개방적이지만 변화해야 하는 힘 아래 있지 않은 특정 매개 변수 내에서 끊임없는 아이디어의 흐름에 관한 것이다"라고 묘사했다.

## 곡 목록
모든 곡들은 오넷 콜먼에 의해 작곡하였다.
| #  | 제목                        | 재생 시간 |
| -- | --------------------------- | --------- |
| 1. | 〈Chappaqua Suite, Part 1〉 | 21:06     |
| 2. | 〈Chappaqua Suite, Part 2〉 | 18:41     |
| 3. | 〈Chappaqua Suite, Part 3〉 | 17:36     |
| 4. | 〈Chappaqua Suite, Part 4〉 | 21:48     |